# IC 1695
IC 1695 — галактика типу C (компактна галактика) у сузір'ї Риби.
Цей об'єкт міститься в оригінальній редакції індексного каталогу.